# 33441 Catherineprato
33441 Catherineprato è un asteroide della fascia principale. Scoperto nel 1999, presenta un'orbita caratterizzata da un semiasse maggiore pari a 2,4008914 au e da un'eccentricità di 0,0873692, inclinata di 6,77696° rispetto all'eclittica.